# Matenggeng
Matenggeng is een bestuurslaag in het regentschap Cilacap van de provincie Midden-Java, Indonesië. Matenggeng telt 3489 inwoners (volkstelling 2010).